# Aarsele
Aarsele är en ort i Belgien.   Den ligger i provinsen Västflandern och regionen Flandern, i den västra delen av landet, 70 kilometer väster om huvudstaden Bryssel. Aarsele ligger 35 meter över havet och antalet invånare är 2 948.
Terrängen runt Aarsele är huvudsakligen mycket platt. Aarsele ligger uppe på en höjd. Runt Aarsele är det tätbefolkat, med 369 invånare per kvadratkilometer.. Närmaste större samhälle är Tielt, 6,5 kilometer väster om Aarsele. 
Omgivningarna runt Aarsele är en mosaik av jordbruksmark och naturlig växtlighet.